# Kuvrat

Kuvratovo Velké Bulharsko

Kuvrat (? – mezi 641 a 668, také latinsky Qubrat xan, bulharsky: Кробат – Krobat, či Кубрат – Kubrat, Куртъ – Kurt, řecky: Χουβρατις – Choubratis, Курт – Kurt, marijsky: Чумбылат – Čumbylat, čuvašsky: Купрат – Kuprat, doslova: vlk z turkického „böri“) byl prabulharský vládce (kagan), později vládce i ostatních kočovníků mezi Kubání a Azovským mořem.

## Vláda
Na trůn nastoupil po svém strýci Urganovi. Za jeho vlády, po zbavení se nadvlády Avarů či západních Turků někdy v letech 623–636 (pravděpodobně 632/635), se zformovala říše Prabulharů, známá jako Staré Velké Bulharsko, nebo Onogurie. Poprvé je jeho jméno zmíněno v byzantské kronice v souvislosti se vznikem tohoto státu.
Po Hudbaadově smrti vedl armádu Hunobulharů Urgan (Mocheto-chu-kagan anebo Külüg Sibir, 605–610) , který byl regentem dospívajícího Kuvrata. První kagan Kuvrat byl po ženské linii soukmenovcem turkického kagana Mocheto-chua (Urgan) dynastie Ašına. Jeho država Onogurie se rozkládala od řeky Doněc na východě až na západ k řece Dněpr. Ze severu byl stát ohraničen Azovským mořem a na jihu Černým mořem.
Kuvrat byl vychován na východořímském dvoře a stal se spojencem císaře Hérakleia. Klidné vztahy s východořímskou říší, díky které později dostal titul Imperator Heraklius, mu dovolily, aby ubránil nezávislost Velkého Bulharska od neustálých nájezdů Chazarů.

### Závěr života
Chán Kuvrat zemřel někdy mezi lety 641 a 668 (nejčastěji se uvádí 651 nebo 665) jako mocný a uctívaný vládce. Jeho pět synů, i když každý z nich šel vlastní cestou, ztratilo kontrolu nad Velkým Bulharskem.

### Odkaz
Černí Bulhaři v čele s Batbajanem zůstali v rodné zemi a velmi brzy byli poraženi Chazary. Jejich část v čele s chánem Kotragem se přesunula po toku řeky Volhy na sever až na její soutok s Kamou, kde společně s dalšími turkickými a ugrofinskými skupinami na přelomu 9. a 10. století vytvořila první feudální útvar v severovýchodní Evropě: Bulharskou volžsko-kamskou říši s hlavním městem Bulgar. Další syn, Kuber, odešel do Makedonie a snad i Dalmácie, jiný syn – Alcek – se se svou skupinou Bulharů usídlil v Itálii. Započaté Kuvratovo dílo dokončil jeho další syn Asparuch. U delty Dunaje založil Bulharský stát, který měl vydržet do 11. století.
V roce 1912 byl u obce Maloje Pěreščepino poblíž Poltavy na Ukrajině nalezen jeden z největších pokladů, objevených ve 20. století. Jedná se s největší pravděpodobností o Kuvratovu hrobku. Bylo v ní asi 800 předmětů, většinou ze zlata, stříbra a drahokamů. Šlo o zlaté a stříbrné nádobí, náramky, náušnice, prsteny, zlacené části zbraní a opasků, mince apod.

## Teorie předka Chorvatů
Chorvatský historik Vjekoslav Klaić považuje Kuvratova syna Kubera za chorvatského knížete kmene v Panonii, který se roku 758 vydělil od Avarů. Tato interpretace je však zjevně nesprávná, neboť informace o Kuberovi byly zaznamenány asi padesát let před údajnými událostmi, které popisuje Klaić. Výklad dějin, že Kuber byl chorvatským knížetem (vévodou), je typický pro chorvatskou historiografii období romantismu 19. století. Tehdy se mělo zato, že Chorvati obývali Podunají již od 7. a 8. století, všichni panovníci, kteří se objevili v oblasti v raném středověku, byli tudíž považováni za Chorvaty, jako např. Sermo (1018).
Pozdější chorvatská historiografie týkající se Kubera byla často zmiňována při zvažování bulharského vlivu v etnogenezi Chorvatů, především proto, že byl synem Kubrata, který je někdy označován jako Krovatos. Podle některých odborníků je Kuber tatáž osoba jako Porfirogenetův Hrvat, jeden z pěti sourozenců, který přivedl Chorvaty do Dalmácie. Pro tuto teorii svědčí také skutečnost, že v době po Kuberovi existoval jistý vůdce Kuberiánů. To znamená, že se určitá skupina ztotožnila s Kuberovým jménem, stejně jako podle Porfirogeneta se Chorvati identifikovali se jménem jednoho z jeho pěti bratrů. Navíc oba, Kuber i Porfirogenetův Hrvat, měli shodně čtvero sourozenců. Na druhou stranu však někteří historici odmítají jakoukoli spojitost mezi Kuberem a Hrvatem, a tím pádem mezi Kubratem/Krovatosem.